# Asklépios

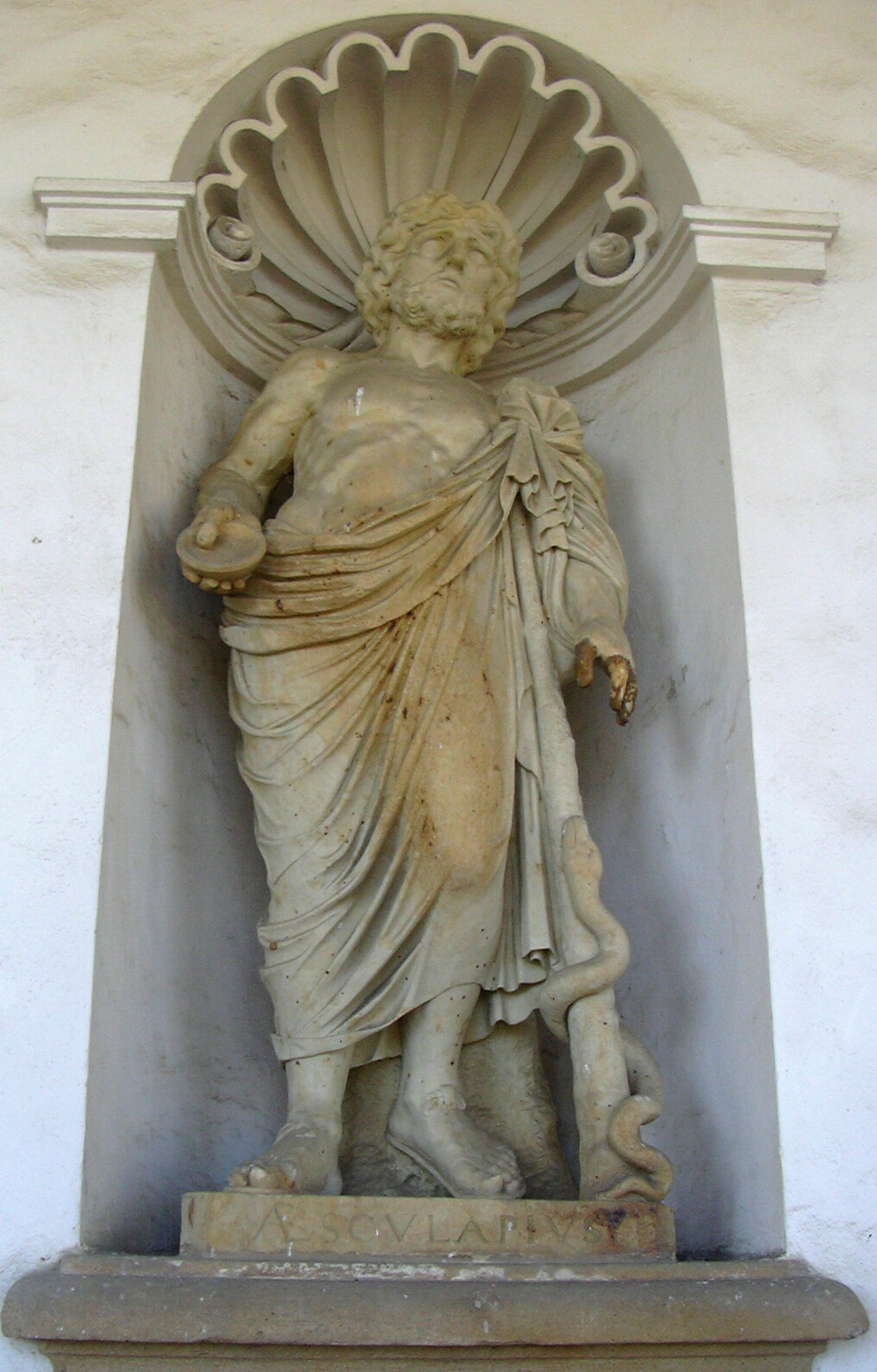
Socha Asklépia v kolonádě Květné zahrady v Kroměříži

Asklépiův had, který se stal symbolem léčení

Asklépios (2. pád Asklépia, lat. Aesculapius, počeštěně Eskulap či Aeskulap) byl údajný řecký léčitel, který měl žít ve 13. století př. n. l. Navrhl systém léčení, vycházející ze starých zkušeností, ale přizpůsobených novým poznatkům. Vyznal se v užívání bylin. Asklépiovi a jeho dceři Hygiei bylo připisováno mnoho zázraků. Nakonec byl prohlášen za boha léčitelství. Je v řecké mytologii bohem lékařství. V mnoha knihách je ztotožňován s egyptskou postavou univerzálního učence a lékaře Imhotepem.
Asklépios, původně thesálský héroos zdraví, se stal v Řecku během 7.–5. století př. n. l. velmi populárním božstvem. V mýtu je spojen s Apollónem, který dal svého syna Asklépia na výchovu Kentauru Cheirónovi, u něhož se Asklépios naučil lékařskému umění. Podle homérské hymny „Na Asklépia“ měl být svou matkou Korónis zrozen na Dótijské rovině. Asklépiovi synové Macháón a Podaleirios byli slavní lékaři Achájů před Trójou. Jeho dcerou je bohyně zdraví Hygieia. Podle jedné verze se Asklépios zařekl křísit i mrtvé, za to jej zabil Zeus bleskem. Apollón pak za to Diovi zahubil Kyklopy, kteří pro něho kovali blesky.
Jeho dcery Hygieia, Meditrine, Aiglé a Panakeia symbolizují jednotlivé stránky zdraví: čistotu, léčení a hojení. Syn Telesforos představuje síly uzdravení.
Bývá zobrazován jako vousatý muž se psem a holí ovinutou hadem. Hůl vychází původně z boha Herma, který je znázorňován s okřídlenou holí, která je ovinuta dvěma usmířenými a souměrnými hady. U Asklépia jeden had symbolizuje jednu cestu k vyléčení. Tento symbol najdeme dodnes u lékařů, lékáren a nemocnic.
Hlavním střediskem, z něhož se Asklépiův kult šířil, byl Epidauros.

## Přídomky a uctívání
Jako obvykle měl Asklépios více jmen, které zněly: Aglaopes, Apaleriacus, Archgetas, Aulonius, Causius, Coronides, Cotyläus, Demenaetus, Epidaurius, Gortynius, Hagnitas, Pergameuns a Tricäcus. Byl váženým bohem především v Epidauru, Athénách, Knidu, na Kósu, v Nafpaktu, Pergamu a Sikyónu. Na ostrově Kósu se nachází světoznámý Asklépion, nejstarší nemocnice na světě, která byla založena Hippokratem. Trosky obrovského komplexu s chrámem, ambulatoriem a oltářem si můžeme prohlédnout ještě dnes. V dějinách můžeme vysledovat takzvaný „kult Asklépia“, kdy se po určitých periodických obdobích vrací jeho uctívání jako boha. Například v letech 460 př. n. l. – 377 př. n. l. to byl antický lékař Hippokratés; v letech 129–199 druhý nejvýznamnější lékař antiky Claudius Galén neboli Galénos; v letech 98–138 řecký ženský lékař Sóranos z Efesu. 
Pravděpodobně ve stejném období jako Hippokratés se objevují zároveň i tři velcí lékaři v Indii: Sušruta, Čaraka a Vágbhata.